# Kandri (ort i Indien, Nagpur Division)
Kandri är en ort i Indien.   Den ligger i distriktet Nagpur och delstaten Maharashtra, i den centrala delen av landet, 800 km söder om huvudstaden New Delhi. Kandri ligger 344 meter över havet och antalet invånare är 8 315.
Terrängen runt Kandri är platt, och sluttar söderut. Runt Kandri är det ganska tätbefolkat, med 199 invånare per kvadratkilometer. Närmaste större samhälle är Rāmtek, 5,9 km sydost om Kandri. Trakten runt Kandri består till största delen av jordbruksmark.